# Fleurey-lès-Faverney
Fleurey-lès-Faverney är en kommun i departementet Haute-Saône i regionen Bourgogne-Franche-Comté i östra Frankrike. Kommunen ligger i kantonen Port-sur-Saône som tillhör arrondissementet Vesoul. År 2022 hade Fleurey-lès-Faverney 454 invånare.

## Befolkningsutveckling
Antalet invånare i kommunen Fleurey-lès-Faverney
| Referens: INSEE |